# Hendrik Weiß

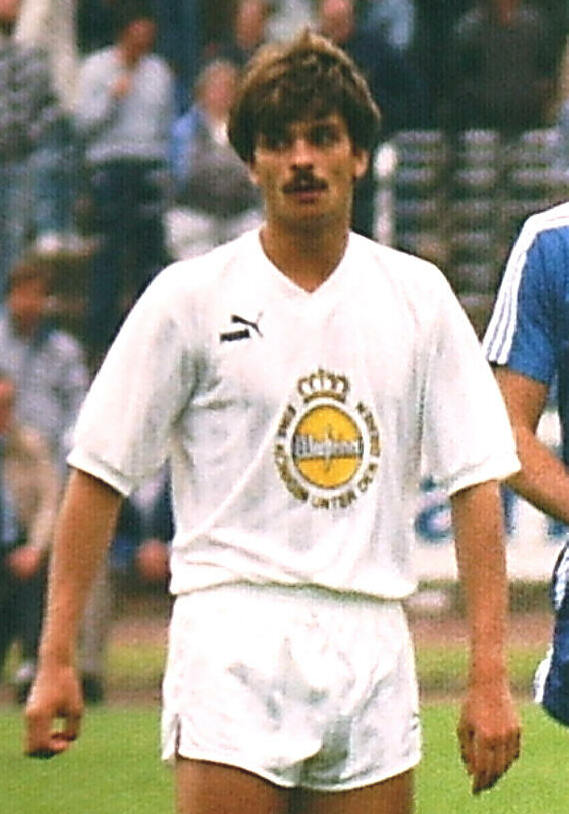
Weiß mit Mainz im DFB-Pokalspiel 1986

Hendrik Weiß (* 31. Juli 1965 in Wiesbaden) ist ein deutscher ehemaliger Fußballspieler.

## Karriere
Weiß spielte in der Jugend beim Wiesbadener SC Kohlheck und anschließend beim SV Wiesbaden 1899. 1985 wechselte er auf die linke Rheinseite zum 1. FSV Mainz 05. Der Abwehrspieler etablierte sich auf der Position des linken Verteidigers in der Stammelf des Südwest-Oberligisten, mit dem er in seiner ersten Saison den Südwestpokal gewann. Im folgenden DFB-Pokalwettbewerb stand er in der Mannschaft, die am 31. August 1986 den Erstligisten FC Schalke 04 mit 1:0 besiegte und in der zweiten Hauptrunde erst nach Verlängerung Eintracht Frankfurt mit 0:1 unterlag. Am Ende der Saison 1987/88 stieg er mit den Mainzern in die zweite Liga auf. Sein erstes Zweitligator erzielte er am 36. Spieltag der Saison 1988/89 mit dem Treffer zum 2:2 (Endstand 3:2) im Spiel gegen Viktoria Aschaffenburg. Der FSV stieg am Saisonende ab und kehrte ein Jahr später zurück in die 2. Liga.
Zur Saison 1991/92 wechselte Weiß zum FSV Frankfurt in die Oberliga Hessen, kehrte aber zur Abstiegsrunde der 2. Liga nach Mainz zurück. Elfeinhalb Jahre war er insgesamt bei den 05ern, bei denen er 148-mal in der 2. Liga (sechs Tore) und 105-mal in der Oberliga (zwei Tore) zum Einsatz kam, ehe er 1997 zum Regionalliga-Aufsteiger SV Wehen wechselte. Bei den Taunussteinern spielte er drei Jahre und wurde in der Saison 1999/00 mit ihnen Hessenpokalsieger. In der Spielzeit 2000/01 war er erneut ein Jahr beim SV Wiesbaden aktiv und ab 2001 bei der SpVgg Sonnenberg, mit der er 2005 mit mittlerweile fast 40 Jahren in die Bezirksoberliga Wiesbaden aufstieg.